# Juan Bautista Agüero
Juan Bautista Agüero Sánchez (1935. június 24. – 2018. december 27.) paraguayi labdarúgó, posztját tekintve csatár.
A paraguayi válogatott tagjaként részt vett az 1958-as labdarúgó-világbajnokságon.